# Atrachea sordidula
Atrachea sordidula är en fjärilsart som beskrevs av Embrik Strand 1921. Atrachea sordidula ingår i släktet Atrachea och familjen nattflyn. Inga underarter finns listade i Catalogue of Life.